# Bidfood
Bidfood is een Nederlandse groothandel in levensmiddelen.
In 1949 richtte Cor Kok het levensmiddelenbedrijf Kok-Ede in het Gelderse Ede op, in de eerste jaren legde zich toe op het verpakken van etenswaar. Ahold nam het bedrijf in 1985 over. Het bedrijf maakt sinds 2005 deel uit van de |Bidvest Group uit Zuid-Afrika. In juni 2017 veranderde het bedrijf zijn naam van Deli XL in de huidige. Het bedrijf groeide uit tot een van de grootste groothandels in levensmiddelen. Tijdens de coronacrisis in Nederland verloor het bedrijf 75 procent van zijn omzet.